# نادي أم القطين الرياضي
نادي أم القطين الرياضي هو نادي كرة قدم أردني يقع مقره في البادية الغربية، الأردن. ويتنافس حالياً في دوري الدرجة الأولى الأردني، وهو المستوى الثاني لكرة القدم الأردنية.

## تاريخه
وصل أم القطين في 16 مايو 2011 إلى قمة مجموعته في دوري الدرجة الثانية الأردني 2011، ووصل إلى الدور الثاني من المسابقة.
حصلت أم القطين على دعم ملكي لتطوير مرافقها الشبابية في 18 نوفمبر 2013. شارك نادي أم القطين في بطولة الشيخ سلطان العدوان عام 2019 إلى جانب 11 نادياً أردنياً آخر. خلال بطولة كأس الأردن لكرة القدم 2018–19، حقق أم القطين سلسلة مفاجئة بفوزه أولاً على نادي الحسين بنتيجة 2-1، ثم تغلب بشكل مقنع على نادي الصريح بنتيجة 3-1. وفي النهاية تعادل الفريقان 1-1 و2-2 على التوالي مع الكرمل، وخرج من ربع النهائي بسبب الأهداف خارج الأرض.
فاز أم القطين على ذات راس في الدور التمهيدي لكأس الأردن 2022، بنتيجة 7-0 في 31 يوليو 2022.
في 23 سبتمبر 2022، تغلب أم القطين على الوحدة في مباراة من مباراتين، مما سمح له بالصعود إلى دوري الدرجة الأولى الأردني لأول مرة منذ 11 عامًا. وفي نهاية المطاف، احتل المركز الثاني في المسابقة، وخسر النهائي أمام ساما في ذلك العام.

## الروابط الخارجية
- نادي أم القطين Soccerway
- أم قطين